# Lood-204
Lood-204 of 204Pb is een stabiele isotoop van lood, een hoofdgroepmetaal. Het is een van de vier stabiele isotopen van het element, naast lood-206, lood-207 en lood-208. De abundantie op Aarde bedraagt 1,4%.  Lood-204 is een primordiaal nuclide.
Lood-204 kan ontstaan door radioactief verval van kwik-204, thallium-204, bismut-204 of polonium-208.
{\displaystyle {\ce {{^{204}_{80}Hg}->{^{204}_{81}Tl}+{e^{-}}+{\bar {\nu }}_{e}}}}
{\displaystyle {\ce {{^{204}_{81}Tl}->{^{204}_{82}Pb}+{e^{-}}+{\bar {\nu }}_{e}}}}
{\displaystyle {\ce {{^{204}_{83}Bi}->{^{204}_{82}Pb}+{e^{+}}+{\nu }_{e}}}}
{\displaystyle {\ce {{^{208}_{84}Po}->{^{204}_{82}Pb}+\,_{2}^{4}\alpha }}}
De isotoop wordt ervan verdacht via alfaverval te vervallen tot de stabiele isotoop kwik-200, met een halveringstijd van 140 biljard jaar. 
{\displaystyle {\ce {{^{204}_{82}Pb}->{^{200}_{80}Hg}+\,_{2}^{4}\alpha }}}
Omdat deze halveringstijd miljoenen malen groter is dan de leeftijd van het universum, kan de isotoop als stabiel worden beschouwd.
178Pb · 179Pb · 180Pb · 181Pb · 182Pb · 183Pb · 183mPb · 184Pb · 185Pb · 185mPb · 186Pb · 187Pb · 187mPb · 188Pb · 188m1Pb · 188m2Pb · 189Pb · 189mPb · 190Pb · 190m1Pb · 190m2Pb · 190m3Pb · 191Pb · 191mPb · 192Pb · 192m1Pb · 192m2Pb · 192m3Pb · 193Pb · 193m1Pb · 193m2Pb · 194Pb · 195Pb · 195m1Pb · 195m2Pb · 196Pb · 196m1Pb · 196m2Pb · 196m3Pb · 196m4Pb · 197Pb · 197m1Pb · 197m2Pb · 198Pb · 198m1Pb · 198m2Pb · 198m3Pb · 199Pb · 199m1Pb · 199m2Pb · 200Pb · 201Pb · 201m1Pb · 201m2Pb · 202Pb · 202m1Pb · 202m2Pb · 202m3Pb · 203Pb · 203m1Pb · 203m2Pb · 203m3Pb · 204Pb · 204m1Pb · 204m2Pb · 204m3Pb · 205Pb · 205m1Pb · 205m2Pb · 205m3Pb · 206Pb · 206m1Pb · 206m2Pb · 207Pb · 207mPb · 208Pb · 208mPb · 209Pb · 210Pb · 210mPb · 211Pb · 212Pb · 212mPb · 213Pb · 214Pb · 215Pb · 216Pb · 217Pb · 218Pb · 219Pb · 220Pb